# یواس‌اس واشینگتن (ای‌سی‌آر-۱۱)
یواس‌اس واشینگتن (ای‌سی‌آر-۱۱) (به انگلیسی: USS Washington (ACR-11)) یک کشتی بود که طول آن ۵۰۴ فوت ۵ اینچ (۱۵۳٫۷۵ متر) بود. این کشتی در سال ۱۹۰۵ ساخته شد.